# Gundioc
Gondioc, ook wel Gundioc, Gundowech, Gunderik (? – 473) was koning van de Bourgondiërs. Onder Gondioc, die tevens generaal was in het Romeinse leger, werd de grondslag gelegd voor het Bourgondische Rijk. Hij leidde samen met zijn broer Chilperik I het Bourgondische volk.

## Leven
De afkomst van Gondioc is onduidelijk. Volgens de Frankische bisschop Gregorius van Tours zou hij afstammen van de Visigotische koning Athanarik († 381), maar er zijn meer redenen om aan te nemen dat hij een zoon of familielid van koning Gundahar was. Gundioc was getrouwd met een zuster van Ricimer, opperbevelhebber van het Romeinse leger in Italië. Hij had vier zonen, Gundobad, Godigisel, Chilperic II en Gundomar. Toen na zijn dood in 473 het koninkrijk onder zijn zonen werd verdeeld brak er een burgeroorlog uit.
|  |  |  |  |  |  | Wallia  |         |         |         |              |              |              |              |              |              |         |         |           |           |           |           |           |           |        |        |          |          |          |          |          |          |          |          |          |          |          |          |          |          |  |  |  |  |
|  |  |  |  |  |  |         |         |         |         |              |              |              |              |              |              |         |         |           |           |           |           |           |           |        |        |          |          |          |          |          |          |          |          |          |          |          |          |          |          |  |  |  |  |
|  |  |  |  |  |  | moeder  | moeder  | moeder  | moeder  | moeder       | moeder       |              |              | Rechila      | Rechila      | Rechila | Rechila | Rechila   | Rechila   |           |           |           |           |        |        |          |          |          |          | Gundahar | Gundahar | Gundahar | Gundahar | Gundahar | Gundahar |          |          |          |          |  |  |  |  |
|  |  |  |  |  |  | moeder  | moeder  | moeder  | moeder  | moeder       | moeder       |              |              | Rechila      | Rechila      | Rechila | Rechila | Rechila   | Rechila   |           |           |           |           |        |        |          |          |          |          | Gundahar | Gundahar | Gundahar | Gundahar | Gundahar | Gundahar |          |          |          |          |  |  |  |  |
|  |  |  |  |  |  |         |         |         |         |              |              |              |              |              |              |         |         |           |           |           |           |           |           |        |        |          |          |          |          |          |          |          |          |          |          |          |          |          |          |  |  |  |  |
|  |  |  |  |  |  |         |         |         |         |              |              |              |              |              |              |         |         |           |           |           |           |           |           |        |        |          |          |          |          |          |          |          |          |          |          |          |          |          |          |  |  |  |  |
|  |  |  |  |  |  | Rechiar | Rechiar | Rechiar | Rechiar | Rechiar      | Rechiar      |              |              | Ricimer      | Ricimer      | Ricimer | Ricimer | Ricimer   | Ricimer   |           |           | zuster    | zuster    | zuster | zuster | zuster   | zuster   |          |          | Gundioc  | Gundioc  | Gundioc  | Gundioc  | Gundioc  | Gundioc  |          |          |          |          |  |  |  |  |
|  |  |  |  |  |  | Rechiar | Rechiar | Rechiar | Rechiar | Rechiar      | Rechiar      |              |              | Ricimer      | Ricimer      | Ricimer | Ricimer | Ricimer   | Ricimer   |           |           | zuster    | zuster    | zuster | zuster | zuster   | zuster   |          |          | Gundioc  | Gundioc  | Gundioc  | Gundioc  | Gundioc  | Gundioc  |          |          |          |          |  |  |  |  |
|  |  |  |  |  |  |         |         |         |         |              |              |              |              |              |              |         |         |           |           |           |           |           |           |        |        |          |          |          |          |          |          |          |          |          |          |          |          |          |          |  |  |  |  |
|  |  |  |  |  |  |         |         |         |         | Chilperic II | Chilperic II | Chilperic II | Chilperic II | Chilperic II | Chilperic II |         |         | Godigisel | Godigisel | Godigisel | Godigisel | Godigisel | Godigisel |        |        | Gundobad | Gundobad | Gundobad | Gundobad | Gundobad | Gundobad |          |          | Gundomar | Gundomar | Gundomar | Gundomar | Gundomar | Gundomar |  |  |  |  |
|  |  |  |  |  |  |         |         |         |         | Chilperic II | Chilperic II | Chilperic II | Chilperic II | Chilperic II | Chilperic II |         |         | Godigisel | Godigisel | Godigisel | Godigisel | Godigisel | Godigisel |        |        | Gundobad | Gundobad | Gundobad | Gundobad | Gundobad | Gundobad |          |          | Gundomar | Gundomar | Gundomar | Gundomar | Gundomar | Gundomar |  |  |  |  |

## Het ontstaan van de Bourgondische staat

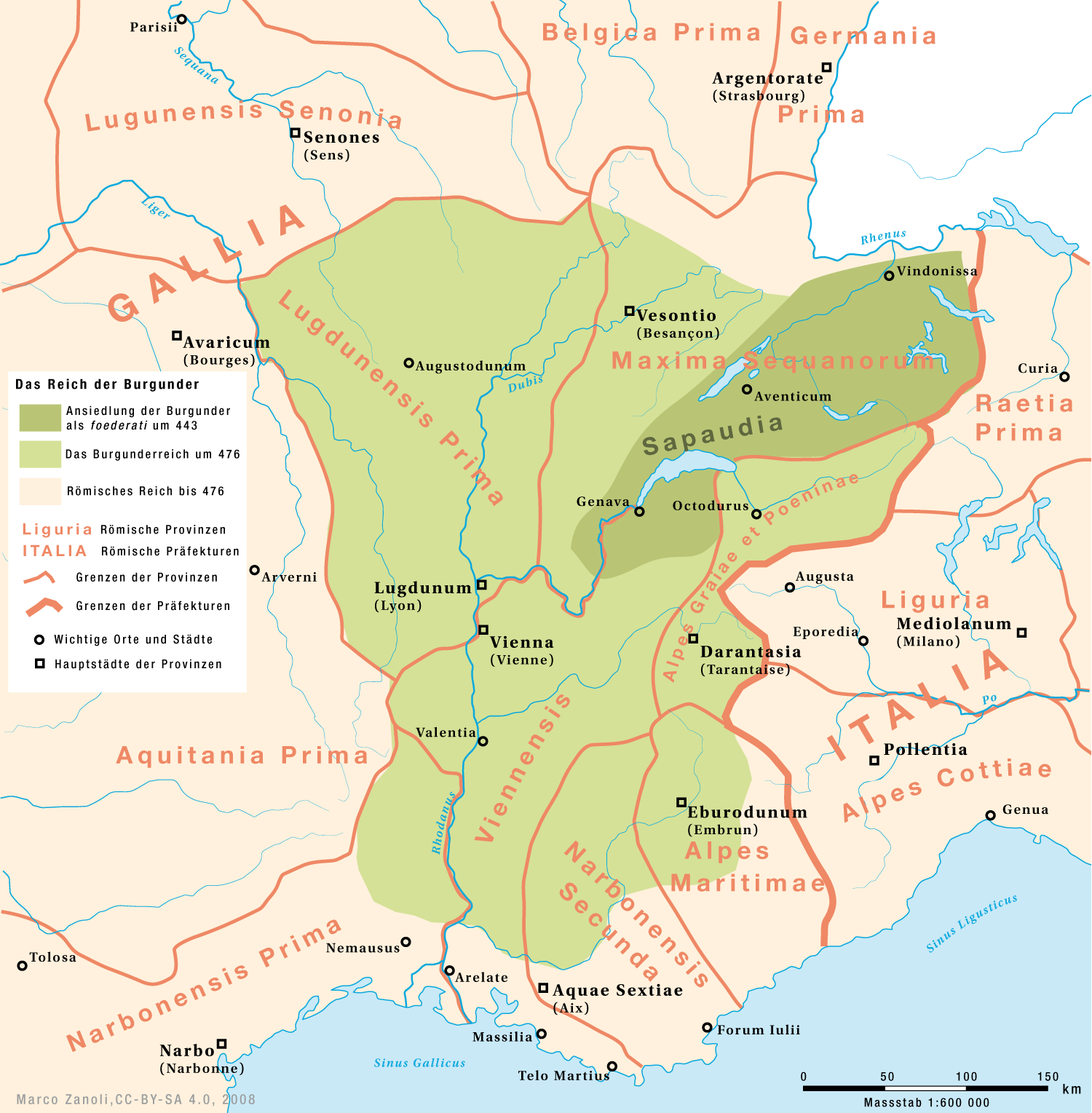
Uitbreiding van Bourgondië 443-473

Tijdens het bewind van Gundioc krijgt het Bourgondische Rijk langzaam gestalte. Het Bourgondische volk – dat in 436 na de vernietigende nederlaag bij Worms, waarbij koning Gundahar sneuvelde en diens hele familie werd uitgemoord bijna ophield te bestaan – werd eerst opnieuw ondergeschikt gemaakt aan de Romeinen. De Romeinse veldheer Aetius stelde Sapaudië (Savoye) in 443 aan de Bourgondiërs ter beschikking als vestigingsgebied. 
Onder Gundioc vechten de Bourgondische foederati in het begin nog trouw aan de zijde van Aetius, onder meer in de Slag op de Catalaunische Velden, maar als na diens dood het West-Romeinse rijk in een crisis beland en haar macht in Gallië afneemt, gedraagt Gundioc zich steeds onafhankelijker.

### De ineenstorting van het Romeins gezag in Gallië
Gundioc benoemt zich in 456 tot koning van de Bourgonden en ontdoet zich van de Romeinse gezagsdragers. Hij probeert zijn grondgebied uit te breiden en doet dat door de ene keer met de Romeinen samen te werken en de andere keer tegen hen te vechten. In Spanje vecht hij samen met de Visigoten voor de Romeinen, tegen de Sueben en bij terugkomst keert hij zich juist tegen hen en onderneemt een poging zijn machtsgebied te vergroten. Deze Bourgondische expansie wordt door keizer Majorianus in 458 bedwongen. Gundioc moet bakzeil halen en de Bourgonden keren terug binnen de aangewezen grenzen. Als na de dood van Majorianus blijkt dat het Romeinse gezag niet langer kan worden gehandhaafd, begint Gundioc opnieuw met zijn opmars. Hij verovert Lyon in 461 en maakt het tot zijn hoofdstad.

### Magister militium per Gallias
Gundioc vergaart nog meer macht als zijn zwager Ricimer, magister utriusque militiae (opperbevelhebber) van het Romeinse leger en de machtigste persoon van het westen, hem in 463 de rang van magister equitum per Gallias verleend. Gundioc ontbeerde weliswaar de Gallische comitatus, die Aegidius onder zich had, maar beschikte over zijn eigen Bourgondische krijgsmacht van foederati-soldaten.  Als in het noorden van Gallië generaal Aegidius aanstalten maakt tegen Ricimer op te trekken en zich naar het zuiden begeeft, snijdt Gundioc hem de pas af naar Italië.
Met de ineenstorting van het Romeins gezag strijden diverse partijen om de heerschappij in Gallië. Gundioc is voortdurend aan het oorlog voeren, voornamelijk met de Franken, Alemannen en met de usurpator Aegidius. Niettemin slaagt hij erin zijn macht verder uit te breiden in het noorden en noordwesten, tot voorbij Langres en de omgeving van Solothurn in 469. 
In 472 wordt zijn oudste zoon Gundobad de opvolger van Ricimer als opperbevelhebber van het Romeinse leger in Italië. Gundioc sterft in 473 en zijn broer Chilperik I neemt het koningschap over. 
Gebicca · Godomar · Gundohar · Gundioc · Godigisel · Chilperik I · Chilperik II · Gundobad · Gundomar · Sigismund · Gundomar II